# Jose Reina
Jose Reina, gvatemalski general, * 1853, † 1898.